# Ikabja
Ikabja (ros. Икабья) – osiedle przy stacji w Rosji, w Kraju Zabajkalskim, w rejonie kałarskim. W 2010 liczyło 505 mieszkańców.